# Sauber C33
A Sauber C33 egy Formula–1-es versenyautó, mely a 2014-es Formula–1 világbajnokság során volt a Sauber csapat autója. Pilótái az újoncként a csapathoz érkező Adrian Sutil és a mexikói Esteban Gutiérrez voltak. Ez volt a csapat első turbómotoros autója, melyet a Ferrari erőforrása hajtott.

## Az idény
Az autó a korai Saubereket idézve szinte teljesen fekete volt, a szabályváltozásokkal összhangban hosszan előrenyúló orr-résszel. Nem volt egy sikeres konstrukció, főként a szezon elején küzdöttek súlyproblémákkal, amelyeket nem igazán tudtak megoldani. Ezért például a meglehetősen nagy termetű, és ezért súlyosabb Sutil két napig böjtölt, kétségbeesett próbálkozásként, hogy versenyképes maradjon. Végül ez volt a Sauber csapat legsikertelenebb konstrukciója, ugyanis a csapat fennállása során először fordult elő, hogy egyetlen pontot sem gyűjtöttek az egész évben. Pénzügyi helyzetük miatt ráadásul mindkét pilótájuktól meg kellett válniuk az év végén.
A versenyzőknek ebben az évben saját rajtszámot kellett választania. Gutiérrez a szerencseszámát, a 21-est választotta, Sutil pedig a 99-est, mert az volt a legmagasabb választható szám.
Adrian Sutil autója közvetetten érintett volt a japán nagydíjon Jules Bianchi végzetes balesetében, ugyanis az ő autóját felemelni készülő daruba csapódott Bianchi, mely a hirtelen lökéstől el is dobta a Saubert.

## Eredmények
(Táblázat értelmezése)

(Félkövér: pole-pozícióból indult; dőlt: leggyorsabb kört futott) 

| Év   | Csapat         | Motor         | Gumik | Pilóták           | 1          | 2        | 3       | 4    | 5             | 6      | 7      | 8        | 9              | 10          | 11           | 12      | 13          | 14        | 15    | 16          | 17  | 18       | 19                      | Pontok | Helyezés |
| ---- | -------------- | ------------- | ----- | ----------------- | ---------- | -------- | ------- | ---- | ------------- | ------ | ------ | -------- | -------------- | ----------- | ------------ | ------- | ----------- | --------- | ----- | ----------- | --- | -------- | ----------------------- | ------ | -------- |
| 2014 | Sauber F1 Team | Ferrari 059/3 | P     |                   | Ausztrália | Malajzia | Bahrein | Kína | Spanyolország | Monaco | Kanada | Ausztria | Nagy-Britannia | Németország | Magyarország | Belgium | Olaszország | Szingapúr | Japán | Oroszország | USA | Brazília | Egyesült Arab Emírségek | 0      | 10.      |
| 2014 | Sauber F1 Team | Ferrari 059/3 | P     | Esteban Gutiérrez | 12         | KI       | KI      | 16   | 16            | KI     | 14†    | 19       | KI             | 14          | KI           | 15      | 20          | KI        | 13    | 15          | 14  | 14       | 15                      | 0      | 10.      |
| 2014 | Sauber F1 Team | Ferrari 059/3 | P     | Adrian Sutil      | 11         | KI       | KI      | KI   | 17            | KI     | 13     | 13       | 13             | KI          | 11           | 14      | 15          | KI        | 21†   | 16          | KI  | 16       | 16                      | 0      | 10.      |

Megjegyzés:
- † – Nem fejezte be a futamot, de rangsorolva lett, mert teljesítette a versenytáv 90%-át.
- A szezonzáró futamon dupla pontokat osztottak.

## Fordítás
Ez a szócikk részben vagy egészben  a   Sauber C33 című angol Wikipédia-szócikk ezen változatának fordításán alapul.  Az eredeti cikk szerkesztőit annak laptörténete sorolja fel. Ez a jelzés csupán a megfogalmazás eredetét és a szerzői jogokat jelzi, nem szolgál a cikkben szereplő információk forrásmegjelöléseként.